# Экономика Российской империи

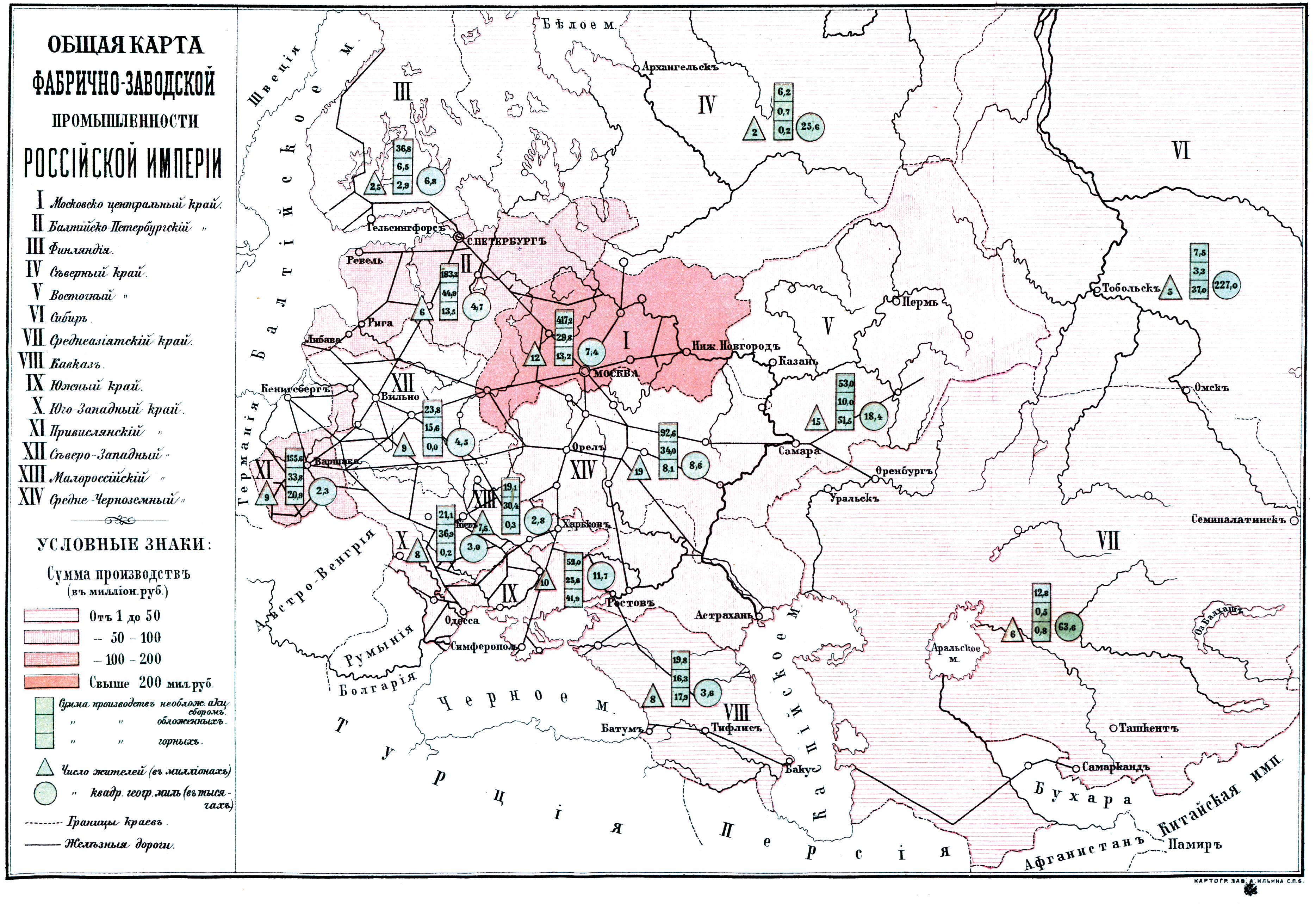
Карта фабрично-заводской промышленности Российской империи. По книге «Фабрично-заводская промышленность и торговля России» под ред. Д. И. Менделеева (1893)

## История развития

### Первая половина XVIII века
Пётр I получил от Московского государства промышленность, находившуюся в зачаточном состоянии. Полезных ископаемых, включая золото и серебро, добывалось мало. Металлы — железо, медь, олово — импортировались из Европы. На экспорт шли в основном лён, пенька и пушнина.
При Петре начинается развитие геологоразведки, благодаря чему на Урале находят месторождения металлической руды. Начинается добыча золота и серебра. Прорыты первые каналы. Основываются мануфактуры для нужд армии (производство пушек, пороха, парусов, сукна, обуви). Создаются крупные заводы на Урале, в Олонецком крае, Туле, Сестрорецке. Начинается отказ от импорта. Промышленности назначаются льготы: беспроцентные кредиты из казны, освобождение от рекрутской повинности, подсудность только Мануфактур-коллегии и т. д. Ведётся политика протекционизма. Зачастую учреждались монополии с целью поставить на ноги предприятие. Для обучения приглашают мастеров из-за границы, с 1711 появляются ремесленные школы для обучения рабочих. За 1700—1725 года основывается 200 мануфактур. С 1712 прекращён экспорт оружия, невыделанных кож, чулок, иголок, и поощряется экспорт масла. Также поощряется экспорт товаров из России на русских кораблях, снижением пошлины в 3 раза. Вводится пошлина (до 40 %) на импорт. С 1718 года солдатские мундиры шьются только из русского сукна, с 1723 всё делопроизводство велено вести только на бумаге русского производства.
Для XVIII века характерны проблемы с развитием промышленности вследствие прикреплённости крестьянства к земле: в стране, где в большинстве губерний основную массу населения составляли крепостные крестьяне, работать на мануфактурах было попросту некому. Поначалу эту проблему решали приписыванием заводам крепостных. С 1741 устанавливается 14 часовой рабочий день. Елизавета Петровна отменяет таможенные пошлины, но культивирует монополии, в результате чего качество продукции падает. Екатерина II отменяет монополии, распускает Мануфактур-коллегию с её отдельной подсудностью. Фабрикам с посессионными крепостными запрещается изменять и сокращать производство, переводить рабочих на другие фабрики и т. д.

### Вторая половина XVIII века

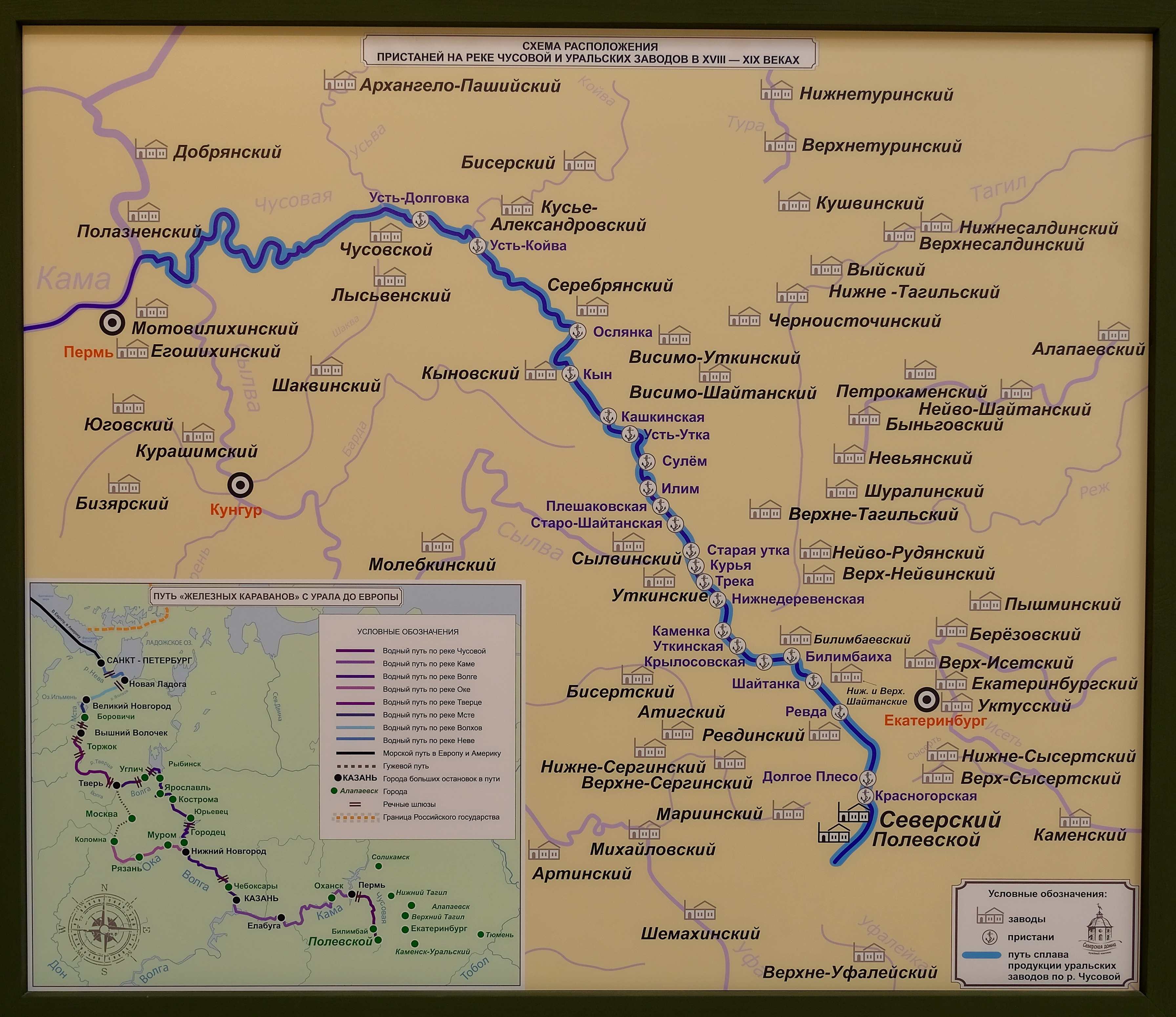
Путь «железных караванов» с Урала до Европы

Правление Екатерины II (1762—1796) характеризовалось экстенсивным развитием экономики и торговли при сохранении «патриархальной» промышленности и сельского хозяйства. Указом 1775 года фабрики и промышленные заводы были признаны собственностью, распоряжение которой не требует особого дозволения начальства. В 1763 году был запрещён свободный обмен медных денег на серебряные, чтобы не провоцировать развитие инфляции. Развитию и оживлению торговли способствовало появление новых кредитных учреждений (государственного банка и ссудной кассы) и расширение банковских операций (с 1770 года введён приём вкладов на хранение). Был учреждён государственный банк и впервые налажен выпуск бумажных денег — ассигнаций.
Введено государственное регулирование цен на соль, которая являлась одним из жизненно важных в стране товаров. Сенат законодательно установил цену на соль в размере 30 копеек за пуд (вместо 50 копеек) и 10 копеек за пуд в регионах массовой засолки рыбы. Не вводя государственную монополию на торговлю солью, Екатерина рассчитывала на усиление конкуренции и улучшение, в конечном итоге, качества товара. Однако вскоре цена на соль была вновь повышена. В начале царствования были отменены некоторые монополии: казённая монополия на торговлю с Китаем, частная монополия купца Шемякина на импорт шёлка и другие.
Возросла роль России в мировой экономике — в Англию стало в больших количествах экспортироваться российское парусное полотно, в другие европейские страны увеличился экспорт чугуна и железа (потребление чугуна на внутрироссийском рынке также значительно возросло). Но особенно сильно вырос экспорт сырья: леса (в 5 раз), пеньки, щетины и т. д., а также хлеба. Объём экспорта страны увеличился с 13,9 млн р. в 1760 г. до 39,6 млн руб. в 1790 г.
Российские торговые суда начали плавать и в Средиземном море. Однако их число было незначительным в сравнении с иностранными — всего лишь 7 % от общего числа судов, обслуживавших русскую внешнюю торговлю в конце XVIII — начале XIX вв.; число же иностранных торговых судов, ежегодно входивших в российские порты, за период её царствования выросло с 1340 до 2430.
Как указывал экономический историк Н. А. Рожков, в структуре экспорта в эпоху Екатерины совсем не было готовых изделий, только сырьё и полуфабрикаты, а 80-90 % импорта составляли зарубежные промышленные изделия, объём ввоза которых в несколько раз превосходил отечественное производство. Так, объём отечественного мануфактурного производства в 1773 г. составлял 2,9 млн руб., столько же сколько и в 1765 г., а объём импорта в эти годы составлял около 10 млн руб.. Промышленность развивалась слабо, в ней практически не было технических усовершенствований и господствовал крепостной труд. Так, суконные мануфактуры из года в год не могли удовлетворить даже потребности армии, несмотря на запрет отпускать сукно «на сторону», кроме того, сукно было низкого качества, и приходилось его закупать за границей. Сама Екатерина не понимала значение происходившей на Западе Промышленной революции и утверждала, что машины (или, как она их называла, «махины») наносят вред государству, поскольку сокращают численность работающих.
Быстро развивались только две экспортные отрасли промышленности — производство чугуна и полотна, но обе — на базе «патриархальных» методов, без использования новых технологий, активно внедрявшихся в то время на Западе — что предопределило тяжёлый кризис в обеих отраслях, начавшийся вскоре после смерти Екатерины II.

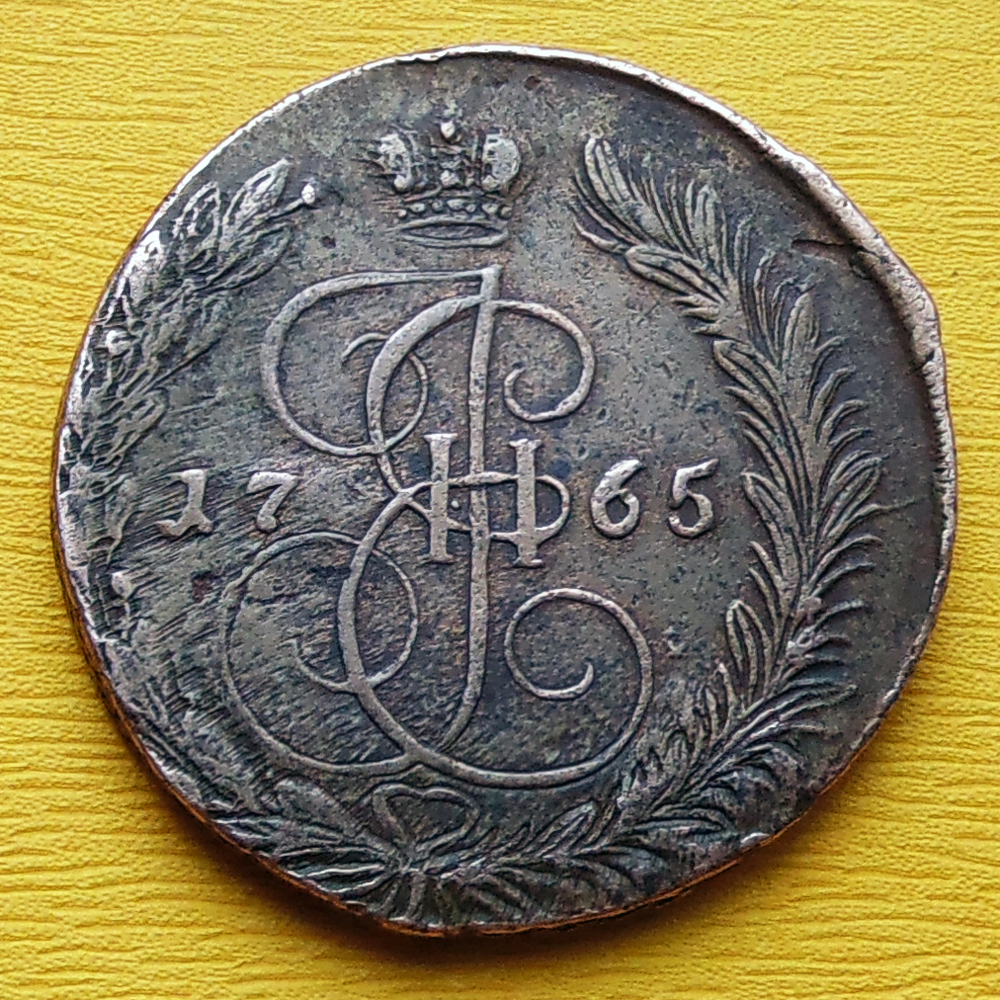
Вензель EII на монете 1765 г.

В сфере внешней торговли политика Екатерины заключалась в постепенном переходе от протекционизма, характерного для Елизаветы Петровны, к полной либерализации экспорта и импорта, что, по мнению ряда экономических историков, явилось следствием влияния идей физиократов. Уже в первые годы царствования был отменён ряд внешнеторговых монополий и запрет на экспорт зерна, который с этого времени начал быстро расти. В 1765 г. основано Вольное экономическое общество, пропагандировавшее идеи свободной торговли и выпускавшее свой журнал. В 1766 г. был введён новый таможенный тариф, существенно снизивший тарифные барьеры по сравнению с протекционистским тарифом 1757 г. (установившим покровительственные пошлины в размере от 60 до 100 % и более); ещё более они были снижены в таможенном тарифе 1782 г. Так, в «умеренно-протекционистском» тарифе 1766 г. покровительственные пошлины составляли в среднем 30 %, а в либеральном тарифе 1782 г. — 10 %, лишь для некоторых товаров поднимаясь до 20-30 %.
Сельское хозяйство, как и промышленность, развивалось в основном за счёт экстенсивных методов (увеличение количества пахотных земель); пропаганда интенсивных методов сельского хозяйства созданным при Екатерине Вольным экономическим обществом не имела большого результата. С первых лет царствования Екатерины периодически стал возникать голод в деревне, что некоторые современники объясняли хроническими неурожаями, но историк М. Н. Покровский связывал с началом массового экспорта зерна, который ранее, при Елизавете Петровне, был запрещён, а к концу царствования Екатерины составлял 1,3 млн руб. в год. Участились случаи массового разорения крестьян. Особенный размах голодоморы приобрели в 1780-е гг., когда ими были охвачены большие регионы страны. Сильно выросли цены на хлеб: так, в центре России (Москва, Смоленск, Калуга) они увеличились с 86 коп. в 1760 г. до 2,19 руб. в 1773 г. и до 7 руб. в 1788 г., то есть более чем в 8 раз.
Внедрённые в оборот в 1769 г. бумажные деньги — ассигнации — в первое десятилетие своего существования составляли лишь несколько процентов от металлической (серебряной и медной) денежной массы, и играли положительную роль, позволяя государству сократить свои расходы на перемещение денег в пределах империи. Однако ввиду нехватки денег в казне, ставшей постоянным явлением, с начала 1780-х гг., происходил всё больший выпуск ассигнаций, объём которых к 1796 г. достиг 156 млн руб., а их стоимость обесценилась в 1,5 раза. Кроме того, государство заняло за рубежом денег на сумму 33 млн руб. и имело различных невыплаченных внутренних обязательств (счета, жалование и т. д.) на сумму 15,5 млн руб. Т.о. общая сумма долгов правительства составила 205 млн руб., казна была пустой, а расходы бюджета значительно превышали доходы, что и констатировал Павел I по восшествии на трон. Всё это дало основание историку Н. Д. Чечулину в своём экономическом исследовании сделать вывод о «тяжёлом экономическом кризисе» в стране (во второй половине правления Екатерины II) и о «полном крушении финансовой системы екатерининского царствования».

### Первая половина XIX века
В первой трети XIX века экономика Российской империи стала всё более отставать в своём развитии от ведущих держав. Состояние дел в промышленности к началу царствования Николая I (1825—1855) было наихудшим за всю историю Российской империи. Промышленности, способной конкурировать с Западом, где в то время уже подходила к концу Промышленная революция, фактически не существовало (подробнее см. Индустриализация в Российской империи). В экспорте России было лишь сырьё, почти все виды промышленных изделий, необходимые стране, приобретались за рубежом.
К началу XIX века количество крестьян вольнонаёмных и крепостных на заводах и фабриках почти сравнялось. С 1824 разрешается переход посессионных рабочих в другие сословия (с ходатайства владельца утверждённого правительством), а с 1835 владельцам разрешено их отпускать. К 1840 крепостной труд на фабриках приходит к кризису из-за низкого качества продукции и начинается массовый роспуск посессионных рабочих.
К концу царствования Николая I ситуация сильно изменилась. Впервые в истории Российской империи в стране начала формироваться технически передовая и конкурентоспособная промышленность, в частности, текстильная и сахарная, развивалось производство изделий из металла, одежды, деревянных, стеклянных, фарфоровых, кожаных и прочих изделий, начали производиться собственные станки, инструменты и даже паровозы. По мнению экономических историков, этому способствовала протекционистская политика, проводившаяся в течение всего царствования Николая I. Как указывает И. Валлерстайн, именно вследствие протекционистской промышленной политики, проводившейся Николаем I, дальнейшее развитие России пошло по пути, отличному от большинства стран Азии, Африки и Латинской Америки, а именно — по пути индустриального развития.
По мнению академика С. Г. Струмилина, именно в царствование Николая I в России произошёл промышленный переворот, аналогичный тому, что начался в Англии во второй половине XVIII века. В результате интенсивного внедрения машин (механических ткацких станков, паровых машин и т. д.) резко выросла производительность труда: с 1825 по 1863 годы годовая выработка продукции русской промышленности на одного рабочего выросла в 3 раза, в то время как в предыдущий период она не только не росла, но даже снижалась. С 1819 по 1859 годы объём выпуска хлопчатобумажной продукции России увеличился почти в 30 раз. А объём машиностроительной продукции с 1830 по 1860 годы вырос в 33 раза, без учёта инфляции.
Крепостной труд в промышленности быстро вытеснялся свободным трудом, к чему правительство прилагало немалые усилия. В 1840 году было принято решение Государственного совета, утверждённое Николаем I, о закрытии всех посессионных фабрик, использовавших крепостной труд, после чего только в период 1840—1850 годов, по инициативе правительства, было закрыто более 100 таких фабрик. К 1851 году число посессионных крестьян сократилось до 12-13 тысяч, в то время как в конце XVIII — начале XIX вв. их число превышало 300 тысяч.
Впервые в истории России при Николае I началось интенсивное строительство шоссейных дорог с твёрдым покрытием: были построены трассы Москва — Петербург, Москва — Иркутск, Москва — Варшава. Из 7700 миль шоссейных дорог, построенных в России к 1893 году, 5300 миль (около 70 %) было построено в период 1825—1860 годов. Было также начато строительство железных дорог и построено около 1000 вёрст железнодорожного полотна, что дало стимул к развитию собственного машиностроения.
Бурное развитие промышленности привело к резкому увеличению городского населения и росту городов. Доля городского населения за период царствования Николая I выросла более чем в 2 раза — с 4,5 % в 1825 году до 9,2 % в 1858 году.
Иной точки зрения придерживаются Дарон Аджемоглу и Джеймс Робинсон в книге «Почему одни страны богатые, а другие бедные», считающие, что экономическая политика Николая I была направлена на сдерживание развития промышленности, поскольку Николай I и его идеологический сторонник министр финансов Егор Канкрин видели в этом развитии потенциальную угрозу существующему порядку. Такой же точки зрения придерживаются Александр Гершенкрон и Вальтер Пинтнер. Высокие же темпы роста промышленного производства в конце 1840-х годов отчасти объясняются эффектом низкой базы: в абсолютном выражение промышленное производство Российской и Британской империй было несопоставимо. По их мнению, целью политики Канкрина было укрепление традиционных политических опор режима, прежде всего помещичьей аристократии. Он передал капитал из Государственного коммерческого банка, который должен был давать кредиты на строительство фабрик, Государственному заёмному банку, выдававшему льготные займы под залог крепостных, который обслуживал крупных помещиков. Канкрин, так же как и император Австрийской империи Франц II, ограничивал строительство железных дорог и противился развитию промышленности, раз за разом отвергая предложения иностранных предпринимателей по их строительству.
Политику Канкрина в отношении железных дорог продолжил граф Клейнмихель. До 1842 года в России существовала только одна короткая железнодорожная линия — Царскосельская железная дорога. После европейских революций 1848—1849 годов Николай I жёстко ограничил число фабрик в каждом районе Москвы, запрещалось учреждение новых хлопковых и шерстяных мануфактур, а также железоделательных фабрик. Для открытия производства в других областях требовалось специальное разрешение генерал-губернатора. Вскоре хлопкопрядильное производство было прямо запрещено. Строительство фабрик также было запрещено Францем II в Вене по схожим соображениям. Ограничено было строительство фабрик и в Париже, но, например, в Лондоне или Нью-Йорке подобных ограничений не было.
Понимание неправильности ограничений развития промышленности и строительства железных дорог пришло только после болезненного поражения Российской империи в Крымской войне, где проявилась её экономическая отсталость: снабжение армии осуществлялось на гужевом транспорте, тогда как в Западной Европе уже была развитая сеть железных дорог, а деревянные корабли столкнулись с железными пароходами. Война привела к расстройству финансовой системы Российской империи: для финансирования военных расходов правительству пришлось прибегнуть к печатанию необеспеченных кредитных билетов, что привело к снижению их серебряного покрытия с 45 % в 1853 г. до 19 % в 1858, то есть фактически более чем к двукратному обесцениванию рубля.

### Третья четверть XIX века
С начала 1860-х годов в стране начался экономический кризис, что ряд экономических историков связывает с отказом Александра II от промышленного протекционизма и переходом к либеральной политике во внешней торговле (при этом историк П. Байрох видит одну из причин перехода к этой политике в поражении России в Крымской войне). Так, в течение нескольких лет после введения либерального таможенного тарифа 1857 г. (к 1862 г.) переработка хлопка в России упала в 3,5 раза, а выплавка чугуна сократилась на 25 %. Однако, первые признаки экономического кризиса проявились уже в 1859 г., когда начался финансовый кризис, сопровождавшийся ухудшением торгового и платёжного баланса страны.
Либеральная политика во внешней торговле продолжалась и в дальнейшем, после введения нового таможенного тарифа 1868 года. Так, было подсчитано, что по сравнению с 1841 годом импортные пошлины в 1868 году снизились в среднем более чем в 10 раз, а по некоторым видам импорта — даже в 20-40 раз. По словам М. Покровского, «таможенные тарифы 1857—1868 гг. были самыми льготными, какими пользовалась Россия в 19 столетии…». При этом положение в экономике страны не улучшалось: современные экономические историки характеризуют весь период до конца царствования Александра II и даже до второй половины 1880-х гг. как период экономической депрессии.
Свидетельством медленного промышленного роста в этот период может служить производство чугуна, увеличение которого лишь ненамного опережало рост населения и заметно отставало от показателей других стран. Так, за 20 лет (с 1855-59 по 1875-79 гг.) выплавка чугуна в России увеличилась лишь на 67 %, в то время как в Германии она выросла за это время на 319 %, при том что население России росло рекордно высокими темпами (прирост за указанный период составил почти 40 %). Для сравнения: за 20 лет, прошедших после смерти Александра II (с 1880—1884 по 1900—1904 гг.), при тех же темпах роста населения, производство чугуна в России увеличилось на 487 %, то есть оно росло в 7-7,5 раз быстрее, чем в эпоху Александра II.
Вопреки целям, декларированным крестьянской реформой 1861 года, урожайность в сельском хозяйстве страны не увеличивалась вплоть до 1880-х годов, несмотря на стремительный прогресс в других странах (США, Западная Европа), и ситуация в этой важнейшей отрасли экономики России также лишь ухудшалась. В царствование Александра II периодически начинался голод, которого в России не было со времён Екатерины II и который принимал характер настоящего бедствия (например, массовый голод в Поволжье в 1873 г.).
Как указывалось в выпущенном в конце XIX в. труде М. М. Ковалевского, либерализация внешней торговли создала трудности для увеличения отечественного производства и привела к резкому увеличению импорта: с 1851—1856 гг. по 1869—1876 гг. импорт вырос почти в 4 раза. Если ранее торговый баланс России был всё время положительным, то в течение царствования Александра II происходило его ухудшение. Начиная с 1871 г. он в течение нескольких лет сводился с дефицитом, достигшим к 1875 г. рекордного уровня 162 млн рублей или 35 % от объёма экспорта. Дефицит торгового баланса грозил вызвать утечку золота из страны и обесценение рубля. В то же время, указанный дефицит не мог объясняться неблагоприятной конъюнктурой внешних рынков: на основной продукт русского экспорта — зерно — цены на внешних рынках с 1861 по 1880 гг. выросли почти в 2 раза. В течение 1877—1881 гг. правительство, в целях борьбы с резким увеличением импорта, было вынуждено прибегнуть к серии повышений уровня импортных пошлин, что позволило воспрепятствовать дальнейшему росту импорта и улучшило внешнеторговый баланс страны.
Единственной отраслью, которая быстро развивалась, был железнодорожный транспорт: сеть железных дорог в стране стремительно росла, что стимулировало также собственное паровозо- и вагоностроение. Однако развитие железных дорог сопровождалось множеством злоупотреблений и ухудшением финансового положения государства. Так, государство гарантировало создаваемым частным железнодорожным компаниям полное покрытие их расходов и ещё поддержание за счёт субсидий гарантированной нормы прибыли. Результатом были огромные бюджетные расходы на поддержание частных компаний, в то время как последние ради получения государственных субсидий искусственно завышали свои расходы. Невыплаченные обязательства правительства перед частными железнодорожными компаниями в 1871 г. составляли 174 млн руб., а через несколько лет выросли до 580 млн руб..
Как писал С. Ю. Витте, ставший позднее министром путей сообщения, передача железнодорожного дела при Александре II в руки компаний, которые были частными «лишь по названию, а не в действительности», привела к «совершенно невозможной» ситуации, когда весь убыток от деятельности этих частных компаний (более 40 млн руб в год) «ложился на государственную казну, иначе говоря, на русский народ». Кроме того, к концу его царствования большинство этих компаний оказались поделёнными между несколькими «железнодорожными королями», что представляло собой большую проблему для его преемника: «конечно, Императора Александра III не могло не шокировать такое положение вещей, что в государстве создались как бы особые царства, железнодорожные, в которых царили маленькие железнодорожные короли вроде: Полякова, Блиоха, Кроненберга, Губонина и пр. и пр.».
Для покрытия расходов бюджета государство впервые начало активно прибегать к внешним займам (при Николае I их почти не было). Займы привлекались на чрезвычайно неблагоприятных условиях: комиссия банкам составляла до 10 % от суммы заимствования, кроме того, займы размещались, как правило, по цене 63-67 % к его номиналу. Таким образом, в казну поступало лишь чуть более половины от суммы займа, но задолженность возникала на полную сумму, с полной же суммы займа производился и расчёт ежегодных процентов (7-8 % годовых). В результате объём государственного внешнего долга достиг к 1862 г. 2,2 млрд руб., а к началу 1880-х годов — 5,9 миллиардов руб..
Вплоть до 1858 г. поддерживался твёрдый курс рубля к золоту, следуя принципам денежной политики, проводившейся в царствование Николая I. Но начиная с 1859 года в обращение были введены кредитные деньги, не имевшие твёрдого курса к золоту. Как указывалось в труде М. Ковалевского, в течение всего периода 1860—1870-х годов государство для покрытия бюджетного дефицита было вынуждено прибегать к выпуску кредитных денег, что вызвало их обесценение и исчезновение из оборота металлических денег. Так, к 1 января 1879 года курс кредитного рубля к золотому рублю упал до 0,617. Попытки вновь ввести твёрдый курс бумажного рубля к золоту не дали результата, и правительство отказалось от этих попыток вплоть до конца царствования Александра II.
Если до начала 1860-х годов кредит почти полностью был сосредоточен в руках государства, то в 1860-70-е годы сложилась система частных кредитных учреждений, которая постепенно распространилась, не только на губернские, но и на уездные города. В этих условиях правительство пошло на реформирование податной системы. Если до отмены крепостного права первостепенную роль в государственных доходах играли прямые сборы, то затем на первое место вышли косвенные налоги, что позволило правительству значительно увеличить размеры государственного бюджета. Определённую роль в этом отношении играл приток иностранного капитала. Однако если страны первого эшелона имели возможность привлекать средства из-за рубежа за счёт эксплуатации других народов, вся пореформенная эпоха характеризовалась сокращением этого резерва для России, так как это было время захвата внешних рынков ведущими государствами.
Другая принципиальная особенность заключалась в том, что вся пореформенная эпоха характеризовалась возрастанием зависимости России от иностранного капитала, усилением её эксплуатации извне. С одной стороны, приток иностранных инвестиций сопровождался внедрением новых технологий, с другой стороны, выкачиванием из России необходимых ей самой ресурсов, в том числе капитала. В результате этого иностранный капитал становился одновременно двигателем и тормозом внутреннего накопления.
Иностранные инвестиции двигали вперёд промышленность и транспорт, а откачиваемые средства поступали главным образом из деревни, что способствовало разрушению крестьянского хозяйства. Процесс первоначального накопления в России приобретал однобокий характер: в стране оставались разорённые крестьяне, а прибыль от инвестиций уплывала за границу, что сдерживало формирование отечественной буржуазии. Немаловажной особенностью России являлось то, что здесь государство было самым крупным землевладельцем, самым крупным заводчиком, самым крупным владельцем железных дорог и пароходов, самым крупным оптовым купцом, самым крупным банкиром. Более того, в некоторых отраслях его роль была доминирующей. Если в странах Запада происходила сугубо буржуазная трансформация помещичьего хозяйства, в России речь шла об участии в этом процессе и государства. Необходимость форсирования экономического развития требовала также усиления роли централизованного государственного регулирования экономических процессов, прежде всего связанных с накоплением и распределением капитала. По мере расширения государственного вмешательства в экономику неизбежно было сокращение сферы рыночных механизмов и расширение внеэкономических.
Министр внутренних дел Н. П. Игнатьев в 1881 г. следующим образом характеризовал экономическое положение страны: «Промышленность находится в плачевном состоянии, ремесленные знания не совершенствуются, фабричное дело поставлено в неправильные условия и много страдает от господства теории свободной торговли и случайного покровительства отдельных предприятий». Разочарование в либеральной экономической политике к концу царствования Александра II было столь сильным, что в список книг, запрещённых его преемником (указом от 5 января 1884 г.), наряду с трудами Маркса, Лассаля и Чернышевского, были включены и труды Адама Смита.
В целом характеризуя экономическую политику Александра II, М. Н. Покровский писал, что она была «растратой средств и сил, для народного хозяйства совершенно бесплодная и вредная… О стране просто забыли». Русская экономическая действительность 1860-х и 1870-х годов, писал Н. А. Рожков, «отличалась грубо-хищническим характером, расточением живых и вообще производительных сил ради самой элементарной наживы»; государство в этот период «в сущности, служило орудием для обогащения грюндеров, спекулянтов, вообще — хищнической буржуазии».

### Последняя четверть XIX века

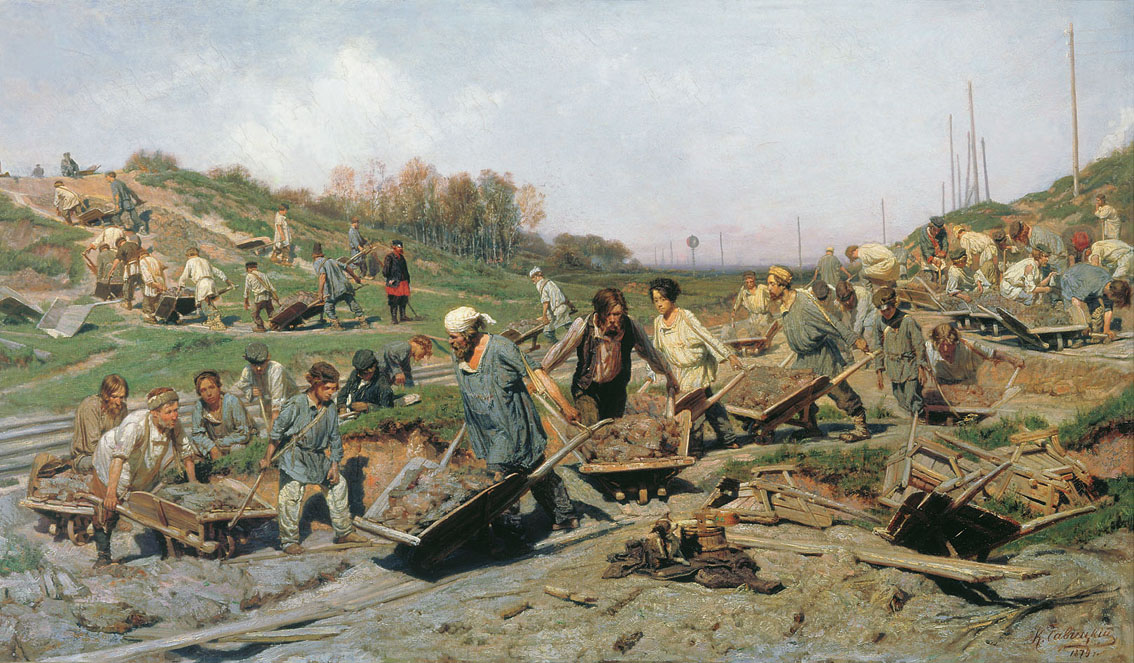
Савицкий К. А. «Ремонтные работы на железной дороге», 1874 год

Большие успехи были достигнуты в развитии промышленности в царствование Александра III (1881—1894). Так, настоящая техническая революция началась в металлургии. Выпуск чугуна, стали, нефти, угля в период с середины 1880-х по конец 1890-х годов увеличивался рекордными темпами за всю историю дореволюционной промышленности (подробнее см. Индустриализация в Российской империи). По мнению ряда авторов, это стало результатом протекционистской политики правительства, начатой вскоре после начала царствования Александра III:141:289. В течение 1880-х годов было несколько повышений импортных пошлин, а начиная с 1891 года в стране начала действовать новая система таможенных тарифов, самых высоких за предыдущие 35-40 лет (тариф 1891 года). По большинству видов импорта были установлены пошлины порядка 25-30 %, а по некоторым товарным группам — до 70 % и более:546—553. Это способствовало не только промышленному росту, но и улучшению внешнеторгового баланса и укреплению финансов государства.
Ряд мер был направлен на искоренение недостатков, сложившихся на железных дорогах. Введены единые железнодорожные тарифы, разработанные С. Ю. Витте, которые пришли на смену тарифной анархии, царившей при прежнем правительстве. Отказались от практики частных концессий на эксплуатацию железных дорог, распространившейся в предыдущее царствование и привёдшей к тому (как об этом писал Витте), что при незначительной общей протяжённости дорог и плохом качестве на одно лишь их содержание частным компаниям из казны ежегодно выплачивалось более 40 млн руб., что являлось «совершенно невозможной ситуацией»:183. Строительство новых дорог также теперь велось преимущественно государством, во избежание злоупотреблений:256, 305. Была проведена частичная национализация отрасли, в результате которой число частных железнодорожных компаний было уменьшено с 44 до всего лишь 6 к концу XIX века, а доля государства в железных дорогах увеличилась до 23,5 % в 1889 году и до 60,5 % в 1900 году. В результате указанных мер железные дороги перестали быть убыточными для казны и стали приносить прибыль, достигшую 111 млн руб. в 1892 году:145, рекордными темпами шло строительство новых линий.
Благодаря этим и другим мерам (конвертирование государственных займов с понижением выплачиваемого по ним процента, введение государственной монополии на торговлю спиртными напитками и др.) удалось значительно улучшить состояние государственных финансов. Существенно снизилась доля государственного бюджета, расходуемая на обслуживание государственного долга, замедлилось и дальнейшее увеличение самого долга. Стабилизация государственных финансов позволила начать подготовку к введению золотого рубля, которое было осуществлено министром финансов С. Ю. Витте уже после смерти Александра III.
Финансовая стабилизация и бурный рост промышленности были достигнуты во многом благодаря грамотным и ответственным чиновникам, назначенным императором на пост министра финансов: Н. Х. Бунге (1881—1886), И. А. Вышнеградскому (1887—1892), С. Ю. Витте (с 1892 года), а также благодаря самому Александру III. В частности, как писал Витте, доктрина свободной торговли была господствующей на рубеже 70—80-х годов, не допускавшей альтернативных взглядов: «все стояли за свободу торговли и считали, что этот закон о свободе торговли так же непреложен, как закон мироздания, систему же таможенного протекционизма считали гибелью для государства». Поэтому сторонники протекционизма подвергались травле, как это, например, произошло с Д. И. Менделеевым, который выступил с пропагандой протекционизма и был обвинён в том, что чуть ли не подкуплен промышленниками, а затем не был выбран в академию, лишён кафедры, подвергся нападкам в прессе и т. д. Поэтому переход к протекционизму, встречавший столь сильное сопротивление, по словам Витте, «мог сделать один Император и притом Император столь твёрдый… каким был Император Александр III». Он также писал, что «именно благодаря Императору Александру III, Вышнеградскому, а затем, в конце концов, и мне — удалось привести финансы в порядок; ибо, конечно, ни я, ни Вышнеградский не могли бы удержать всех порывов к бросанию зря направо и налево денег, добытых кровью и потом русского народа, если бы не могучее слово Императора Александра III-го, который сдерживал все натиски на государственную казну»:373, 132, 260, 369.
Существенные изменения произошли в области налогообложения. Была отменена подушная подать, введён квартирный налог; началось усиленное расширение и повышение косвенного обложения. Однако финансовые успехи этого периода не опирались на соответствующий подъём экономического благосостояния массы населения. Одним из главных источников государственных поступлений являлись косвенные налоги, умножение которых и в смысле увеличения предметов обложения (новые налоги на керосин, спички), и в смысле повышения норм обложения (поднятие акциза питейного, сахарного, табачного), носило почти исключительно фискальный характер. Основная тяжесть этих налогов ложилась на «низы», в то же время попытки министра финансов Бунге ввести налоги на «верхи» вызвали противодействие Государственного совета, отвергнувшего его законопроект. Со второй попытки ему удалось ввести лишь весьма низкие налоги (3—5 %) на прибыль акционерных обществ, наследства и доход по процентам:140.
Не были устранены негативные последствия крестьянской реформы 1861 года (помещичьи отрезки, необоснованно высокие выкупные платежи), привёдшей к обнищанию значительной части крестьянства. А новые меры правительства, в частности, ссуды Крестьянского банка, не были эффективными и не могли помочь улучшению положения малоимущих крестьян. Сохранялась дискриминация в налогообложении крестьянских земель, возникшая в предыдущее царствование. Так, земские налоги и сборы для крестьян с десятины земли были в 2-4 раза выше, чем для помещиков. Всего же, с учётом выкупных платежей, крестьянам с десятины земли приходилось платить в 7-8 раз больше налогов и сборов в пользу государства, чем приходилось с десятины помещичьей земли:224, 251, 274.
Падение уровня народного благосостояния выразилось как в безостановочном росте недоимок, так и в ужасающих бедствиях крестьянского населения в годы неурожая. Особенно сильным был голод 1891—1892 годов, названный современниками «всероссийским разорением»:434. Вместе с тем, экономическое положение фабричных рабочих в его царствование улучшилось:261.
При Николае II происходит быстрое увеличение доходной части бюджета: за 15 лет обыкновенные доходы в среднегодовом исчислении увеличились почти в два раза. Если учесть, что главной отраслью экономики продолжало оставаться сельское хозяйство, а эта отрасль экономики на рубеже веков переживала застойное состояние, то из этого можно сделать только один вывод — возрастание доходной части государственного бюджета достигалось за счёт усиления эксплуатации населения страны, прежде всего крестьянства.
Между тем расходы росли ещё быстрее, в результате этого дефицит государственного бюджета не только не удалось устранить, он продолжал увеличиваться и в 1901–1905 гг. достиг довольно внушительных размеров.
В 1891–1895 гг. суммарный дефицит составил 665 млн руб., в 1896–1900 гг. — 675 млн., в 1901–1905 гг. — 2306 млн руб. Несмотря на то что с 1893 по 1900 г. государству удалось мобилизовать огромные средства, ликвидировать дефицит
полностью не удалось даже за счёт займов. В 1891–1895 гг. суммарный итоговый дефицит составил 15 млн руб, в 1896–1900 гг. уже 285 млн., а в 1901–1905 гг. — 595 млн руб.

## Промышленная революция
В 1890-е гг. продолжает расти железнодорожное строительство, а вместе с ним промышленность (в среднем 7,6 % в год), притом не только из-за спроса сырья на нужды стройки, а за счёт увеличивающегося экспорта. В период с 1906 по 1914 промышленность в среднем растёт на 6 % в год. В целом, за период 1887—1913 гг. промышленное производство в России увеличилось в 4,6 раза, страна выходит на 4-5 места в мире по абсолютным размерам добычи железной руды, угля и выплавке стали. Доля в мировом промышленном производстве составляла 2,6 % в 1913. По общему объёму промышленного производства выходит на 5-6 место в мире.
С началом эксплуатации Бакинского района Россия в 1900 году выходит на первое место по добыче нефти. После окончания кризиса 1899 года увеличивается промышленное производство в 1,5 раза за 1909—1913, причём тяжёлая промышленность — 174 %, лёгкая — 137 %.
В 1912 году национальный доход на душу населения в России составлял 110 руб. золотом, в Германии — 300 руб, Англии — 500, США — 720. В 1913 растёт промышленность, но страна остаётся крестьянской (в городах 16 % населения, численность пролетариев почти 4.2 млн чел, когда в Германии население города 43,7 %, в Англии — 51,5 %).
Экономический кризис (1900—1903) прервал рост России, закрыл 3 тыс. фабрик и заводов, увеличил концентрацию производства, способствовал образованию крупных синдикатов (Продамет, Продпаровоз, Продвагон), усилил позиции иностранного капитала (в основном, французского). Промышленность росла за счёт монополизации, по этому показателю Россия обгоняет Германию и США.
Правоконсервативные круги высказывают недовольство положением империи. Развитие заводов, по мнению консерваторов, приводит к сворачиванию кустарного производства, которое ничуть не хуже. Преобладание в экспорте хлеба их удовлетворяло, декларировалась цель «держать всю хлебную торговлю в Европе в руках и ставить Европу в полную зависимость от нашего хлебного богатства». Выступают они против железнодорожного строительства, золотого стандарта, индустриализации:

В эти 40 лет мы отняли от земли все почти деньги, все почти умственные силы, изнурив землю и разрушив все виды земельного хозяйства, и получили взамен к началу нового столетия в придачу к разорённому земледелию — висящие на нитке банки и постепенно суживающие своё производство фабрики и заводы… Земледелие умирает, земледельцы разорены, и, вследствие этого, мануфактура, раздутая на счёт земледелия, начинает падать и разоряться за неимением заказчиков и покупателей… А завтра отмените протекционизм, и три четверти наших фабрик закроются.— Владимир Мещерский

## Положение рабочих
Индустриализация привела к формированию рабочего класса, который стал доминировать в структуре населения крупных городов, включая обе столицы. Однако страна остаётся преимущественно крестьянской: доля сельского населения составляла 73 % к началу XX века, тогда как в Великобритании структура населения была обратной: 75 % жителей приходилось на города.
Начинается развитие рабочего (фабричного, трудового) законодательства, призванного ограничить произвол фабрикантов.
В 1880-е годы произошло около 450 забастовок, особо отличилась морозовская стачка. Отмена крепостного права сделала необходимым упорядочивание рабочего законодательства. 1 июня 1882 запрещён труд детей до 12 лет, а детям от 12 до 15 лет разрешено работать не более 8 часов, работа детей ночью, в воскресенья и праздники запрещена. В 1884 учреждена фабричная инспекция. На 1899 год насчитывалось 250 инспекторов во всей империи.
Фабрикант обязан заключить письменный договор с рабочим и расчётную книжку с указанием срока найма, заработной платы и взысканий; вывешивать расценку работ на стены фабрики. Запрещалось понижать зарплату, сокращать число рабочих дней, выплачивать зарплату продуктами или купонами, устанавливать штрафы более трети от зарплаты, причём штрафы должны расходоваться только на нужды рабочих. Продолжительность рабочего дня для мужчин 11,5, а ночью не более 9 часов.
| Год  | Число стачек, всего | Число стачечников, всего |
| ---- | ------------------- | ------------------------ |
| 1910 | 222                 | 46 623                   |
| 1911 | 466                 | 105 110                  |
| 1912 | 2032                | 725 491                  |
| 1913 | 2404                | 887 096                  |

Накануне Первой мировой войны рабочие не переставали проявлять недовольство условиями труда: не устраивали продолжительность рабочего дня; большая разница в зарплате мужчин и женщин; низкий уровень зарплаты (в Петербурге на начало войны в среднем 24 руб. при прожиточном минимуме 21 на холостого и 32 на семейного); отсутствие эффективной техники безопасности (частый травматизм и несчастные случаи); множество штрафов, доходивших до 40 % от зарплаты; стеснённые жилищные условия.
Часть требований удовлетворяется: в 1884 запрещается выплачивать зарплату купонами. С 1903 появляется госстрахование на случай утраты трудоспособности, однако оно распространяется на небольшое количество предприятий. Ограничивается рабочий день до 11,5 часов. С начала XX века разрешаются профсоюзы. (Надворный советник С. В. Зубатов основывает первые «полицейские» профсоюзы под своим патронажем, см. зубатовщина).
Социальная агитация левых партий имела наибольший успех среди пролетариата с низким уровнем жизни и высокой грамотностью (под определение подходят почти все рабочие). Процент политических стачек возрастает с 20 % до 50 %. С 1897 звучат требования объявить 1 мая праздничным днём. Происходит «петербургская промышленная война». 7 мая 1901 «Обуховская оборона» (забастовка с вооружённым столкновением с полицией). В ноябре 1902 казаки разгоняют забастовку в Ростове-на-Дону, 13 марта 1903 расстреляна забастовка в Златоусте. В июле-августе 1903 Всеобщая стачка с 200 тысячами рабочих. К 1905 на стачках до полутора миллионов рабочих, причём 75 % из них политические. Волнениями заражается и деревня, армия, военный флот(14 июня 1905 взбунтовался броненосец «Князь Потёмкин», 11 ноября крейсер «Очаков»). 1912 — «Ленский расстрел», недовольных бытовыми условиями.
Священник Георгий Гапон во главе собрания Петербургских фабрично-заводских рабочих подготавливает Петицию о рабочих нуждах, помимо экономических требований (замена косвенных прямым подоходным налогом, введение 8-часового рабочего дня) заключались и политические: созвать Учредительное собрание, прекратить войну по воле народа и т. д.. Это шествие рабочих к Зимнему было разогнано воинскими подразделениями, что, в свою очередь, спровоцировало революционные волнения 1905—1907 гг.

## Начало XX века
В начале XX века Российская империя, наряду с США, занимала ведущее положение в мировом сельском хозяйстве. Это особенно видно на примере зерновых культур: за первые 14 лет XX века площадь посевов выросла на 15 %, урожайность хлебов на 10 %, сбор зерна на душу населения более чем на 20 %. Валовой сбор зерна — 5637 млн пудов (92,5 млн тонн) — 1 место в мире (половина мирового урожая ржи, второе место по урожаю пшеницы), а также 1 место по экспорту зерновых — экспортировано 647,8 млн пудов (10,61 млн тонн) зерновых. Общий объём экспорта зерновых составил 651 млн рублей. Россия поставляла 50 % мирового экспорта куриных яиц; ей принадлежало 80 % мирового производства льна. Кроме того, Россия занимала 1-е место по производству и экспорту сливочного масла (экспортировано 77576 тонн сливочного масла). До 1917 года площадь орошаемых земель в Российской империи составляла 3,8 млн га.
Поголовье лошадей в Российской Империи к 1914 году составляло 38 млн голов, с колоссальным отрывом превосходя все остальные страны мира, включая США (21 млн голов), Германию и Австро-Венгрию (по 4.5 млн голов). 

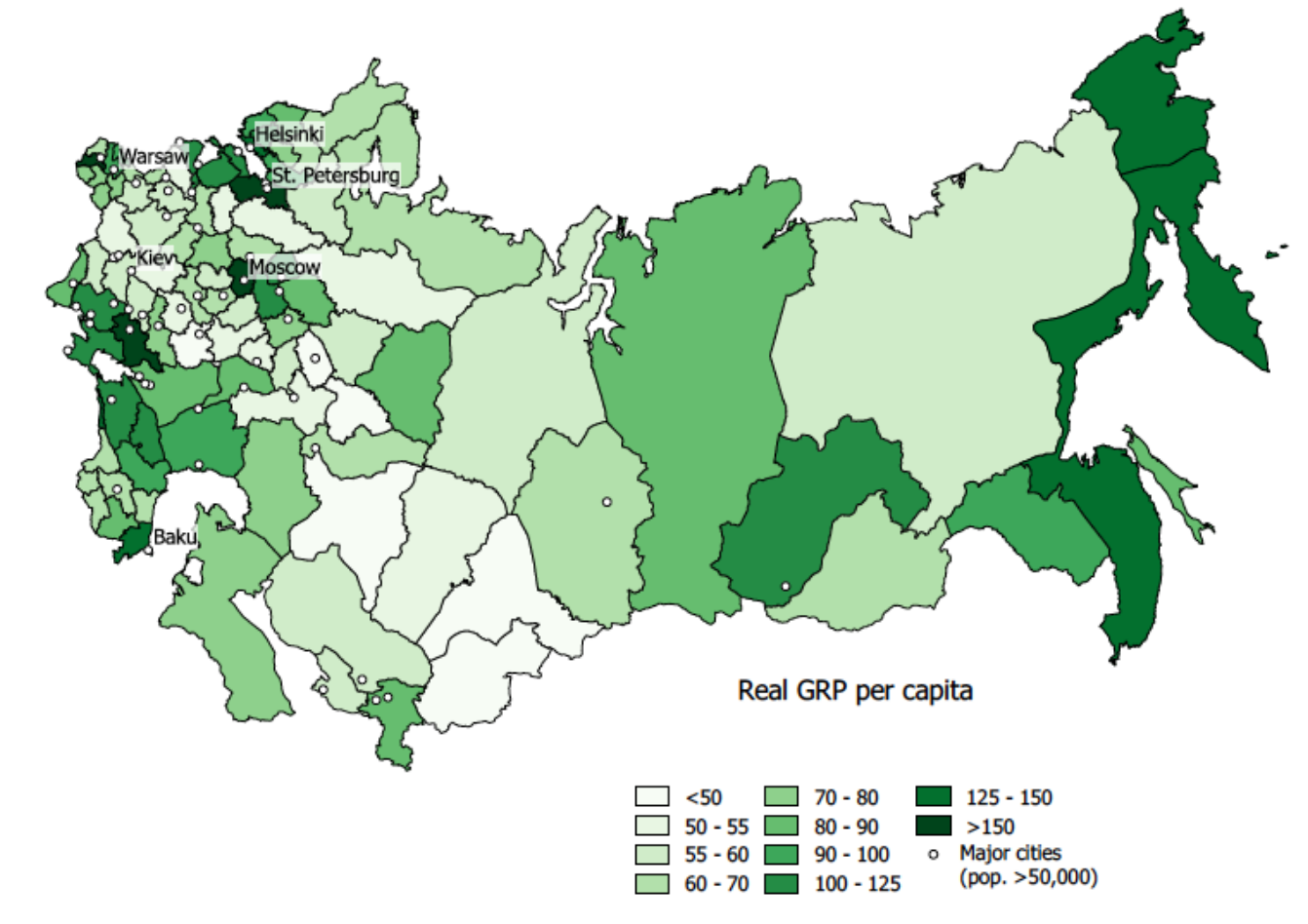
Реальный ВРП на душу населения регионов Российской империи в 1897 г., в рублях 1897 года

Накануне революции национальный доход страны составлял 16,4 млрд рублей (7,4 % от общемирового). По этому показателю Российская империя занимала четвёртое место после США, Германии и Британской империи. По темпам роста национального дохода Российская империя опережала многие страны, а в отдельные периоды, например с 1908 по 1917 гг. они были среди самых высоких в тот период свыше 7 % в отдельные годы. Новейшие оценки темпов роста национального дохода России более скромны, американский исследователь П. Грегори оценивает средний рост за период 1885—1913 годов в 3,25 % в год (с увеличением до 4,7 % в год в период наибольшего роста (1889—1904 годы)), что оценивается как уровень роста немного выше развитых европейских стран, но ниже США.
В то же время по размеру ВВП на душу населения Российская империя не относилась к мировым лидерам. ВВП на душу населения, исчисленный в международных долларах Гири-Хамиса 1990 года, в Российской империи в 1913 году составлял 1488 долларов на человека при среднемировом значении 1524 доллара, что было ниже уровня всех европейских стран, кроме Португалии, и приблизительно соответствовало уровню Японии и среднему уровню Латинской Америки. ВВП на душу населения был в 3,5 раза ниже, чем в США, в 3,3 раза ниже, чем в Англии (правда, без учёта колоний), в 1,7 раза ниже, чем в Италии.
Среди регионов Российской империи присутствовала большая неравномерность экономического развития. Выпуск на душу населения в 1897 году в богатейшем регионе империи (Санкт-Петербург) было равно примерно 4873 международных долларов 1990 года, почти в 11 раза больше, чем в беднейшем — 453 доллара (Тургайская область). Выпуск на душу населения в двух самых богатых губерниях, Санкт-Петербургской и Московской, были на уровне самых развитых стран Европы.
| Страна         | 1881—1885 | 1896—1900 | 1907   |
| -------------- | --------- | --------- | ------ |
| Россия         | 3,4 %     | 5 %       | 5,3 %  |
| США            | 28,6 %    | 30,1 %    | 35,8 % |
| Великобритания | 26,6 %    | 19,5 %    | 14 %   |
| Германия       | 13,9 %    | 16,6 %    | 15,7 % |
| Франция        | 8,6 %     | 7,1 %     | 6,4 %  |

Объём промышленного производства России в 1913 году составил 6938,9 млн рублей. Доля России в мировой промышленности составляла в 1913 году, по разным оценкам, от 5,3 % (пятое место в мире) до 12,73 % (третье место в мире). По оценке известного экономисторика П. Байроха доля России в мировом промышленном производстве в 1913 году составляла 8,2 % и она занимала 4 место после США, Германии и Великобритании. Однако в 1910 году потребление угля на душу населения составляло 4 % от потребления в США, а стали 6,25 %.
Для отдельных отраслей промышленности Российской империи был характерен крайне быстрый рост. С 1894 по 1914 года в Российской империи добыча угля возросла на 306 %, нефти — на 65 % (рост остановился в 1901, с тех пор прироста не наблюдалось), золота — на 43 %, меди — на 375 %; чугуна — на 250 %; железа и стали — на 224 %.
Госбюджет с 1031 млн руб. в 1894 г. возрос, в 1916 г. почти вчетверо — 4 млрд. И это несмотря на то, что железнодорожные тарифы были понижены, выкупные платежи и многие налоги были отменены, а в 1914 году казённые продажи спиртного были закрыты.
Годовой доход на душу населения составлял 126,20 руб в год, в то же время во Франции он составлял 343 руб., в Германии 287,50 руб, в Великобритании 310,50 руб.
На основании сравнения данных, собранных в России в 1900—1910 гг., и результатов исследований, проведённых в 1905 г. департаментом труда английского Министерства торговли о положении рабочего класса Англии, Бельгии, Франции и Германии, а в 1909 г. — и США, можно заключить, что заработок французского и немецкого рабочих в среднем был более чем в полтора раза выше, чем у российского, а английского — в 2-2,5 раза.
Заработная плата в общих расходах производства превышала 60 %. В 1912 г. средний заработок рабочих составлял 25 руб. в месяц: от 44 руб. (на электростанциях), и 42 руб.(машиностроение) до 18 руб. (льнозаводы) и 15 руб. (рабочий пищевого предприятия). В 1914 году, при понижении цен, средний заработок рабочего составлял уже 47 руб. в месяц — от 51 руб. в машиностроении до 43 руб. в обрабатывающей промышленности. Техник получал 150 руб. в месяц, а инженер 240 руб. в месяц..
Налоги в империи были существенно ниже, чем в других странах. Прямые налоги на 1 жителя в Российской империи составляли 3 руб. 11 коп., а косвенные — 5 руб. 98 коп (7,2 % от годового дохода). Во Франции они составляли соответственно 12,25 и 10 рублей (6,5 %); в Германии — 12,97 и 9,64 рубля (7,7 %); в Великобритании — 26,75 и 15,86 рубля (13,7 %).
В 1913 году важнейшими торговыми партнёрами России были Германия (29,8 % российского экспорта и 47,5 % импорта) и Великобритания (соответственно 17,6 и 12,6 %). В Азии в 1913 году крупнейшими торговыми партнёрами России являлись Китай (2,1 % российского экспорта и 6,1 % импорта) и Иран (соответственно 3,8 и 3,3 %).

## Динамика дохода на душу населения
По расчётам Maddison Project, продолжающего исследования Ангуса Мэддисона, по уровню ВВП на душу населения (оценённому в долларах США 1990 года) Российская империя отставала от европейских стран и в XVIII, и в XIX веке, однако именно в XIX веке, когда в странах Запада промышленная революция уже началась, а в Российской империи — ещё нет, это отставание существенно выросло:
| год  | Россия        | Германия | Франция | Великобритания | США  | Швеция | Португалия | Испания |
| 1750 | 650           | 1050     | 1052    | 1695           | 900  | 973    | 1248       | 783     |
| 1800 | 700           | 986      | 1116    | 2097           | 1296 | 857    | 1024       | 916     |
| 1850 | 865 (1885 г.) | 1428     | 1597    | 2718           | 1849 | 1076   | 923        | 1079    |
| 1900 | 1196          | 2985     | 2876    | 4492           | 4091 | 2083   | 1302       | 1786    |

## Финансовая политика
Пётр I основывает регулярную армию и много тратит на строительство флота, что вынуждает его постоянно искать источники обложения. Эксплуатируется госмонополия на чеканку монеты, соль, табак, дёготь, щетину, сало, и т. д. Введены новые сборы: гербовый, драгунский, на постройку судов. В результате роста недоимок поднимается подушный оклад. Общий сбор прямых налогов в итоге увеличился с 1,8 млн руб. до 4,6 млн руб. Наиболее характерными чертами созданной системы было то, что основная тяжесть пришлась на крестьян, а две трети всех расходов были военными. В 1705 году военные расходы поглощают даже 96 % бюджета. Для заведования государственными финансами Пётр учредил, по шведскому образцу, три коллегии — камер-коллегия ведала доходами, штатс-контор-коллегия расходами, а ревизион-коллегия занималась проверками.
Екатерина II предпринимает ряд попыток навести порядок в государственных финансах, однако эти попытки сводятся на нет чередой дорогостоящих войн, ростом госаппарата и расходов на двор. Увеличиваются многие налоги, нарастает выпуск ассигнаций, начинаются заметные внешние и внутренние заимствования. В конце её правления курс бумажного рубля составлял 68 с половиной копеек от металлического (серебряного), к 1802 году повысился до 80 коп. Начавшаяся с 1805 года огромная эмиссия бумажных денег обесценила бумажный рубль до 20 коп. металлического, чему особенно содействовала активная борьба с Наполеоном. Такое падение курса произвело огромное впечатление на государство; началась политика сокращения расходов, а с 1817 года начиналось даже уничтожение части ассигнаций, количество которых к 1823 году уменьшилось с 826 до 596 миллионов. Оставшиеся бумажные деньги в 1843 году были девальвированы и превращены в кредитные билеты.
Особенностью финансовой системы дореформенной Российской империи была секретность госбюджета (государственной росписи доходов и расходов). Вплоть до 1862 года госбюджет утверждался лично императором, и нигде не публиковался. Характерным было то, что в 1850 году Николай I приказал скрыть бюджетный дефицит в 33,5 млн руб. от Государственного совета, и указал министерству финансов записать в расходах на 38 млн меньше. Таким образом, в 1850 году параллельно существовали два госбюджета — настоящий, и сфальсифицированный. Одним из источников чрезвычайного финансирования были казённые кредитные учреждения, фактически по приказу правительства выдававшие ему любые суммы.
Финансовая реформа Александра II с 1862 года снимает секретность с госбюджета, c 1864 года вводит государственный контроль («контрольные палаты»), отчёты которого с 1866 года становятся публичными. Вводится единый для всех ведомств госбюджет, с едиными остатками и единой кассой — кассой министерства финансов. Также Александр II предпринимает ряд реформ налогов: отдача на откуп питейного сбора заменяется менее разорительным акцизом, подушная подать для мещан заменяется налогом с недвижимых имуществ, с 1880 под давлением общества отменяется налог на соль. В 1887 году отменяется подушная подать. По итогам правления Александра II госдолг увеличился в три раза, причём значительных средств потребовало основание особого железнодорожного фонда, и крестьянская реформа.
Базис Второй промышленной революции в Российской империи заложила реформа финансов, которую последовательно проводили министры Бунге, Вышнеградский и Витте, и созданный указом Александра II от 31 мая 1860 года Государственный банк, призванный обеспечить оживление торговых оборотов и упрочение денежной кредитной системы, и переход на золотой рубль.
В последние годы XIX века политика протекционизма и экспорт хлеба вместе с увеличением доходов от государственных железных дорог и окончательным установлением государственной алкогольной (питейной) монополии приводит к заметному увеличению золотого запаса. В империи восстанавливается металлическое обращение с фиксированным курсом 1,5 руб. бумажными ассигнациями = 1 руб. золотом. На 1897 год выплаты по госдолгу составляют 19,9 % государственных расходов.
При Николае II происходит быстрое увеличение доходной части бюджета: за 15 лет обыкновенные доходы в среднегодовом исчислении увеличились почти в два раза. Если учесть, что главной отраслью экономики продолжало оставаться сельское хозяйство, а эта отрасль экономики на рубеже веков переживала застойное состояние, то из этого можно сделать только один вывод — возрастание доходной части государственного бюджета достигалось за счёт усиления эксплуатации населения страны, прежде всего крестьянства.
Между тем расходы росли ещё быстрее, в результате этого дефицит государственного бюджета не только не удалось устранить, он продолжал увеличиваться и в 1901–1905 гг. достиг довольно внушительных размеров.
В 1891–1895 гг. суммарный дефицит составил 665 млн руб., в 1896–1900 гг. — 675 млн., в 1901–1905 гг. — 2306 млн руб. Несмотря на то что с 1893 по 1900 г. государству удалось мобилизовать огромные средства, ликвидировать дефицит
полностью не удалось даже за счёт займов. В 1891–1895 гг. суммарный итоговый дефицит составил 15 млн руб, в 1896–1900 гг. уже 285 млн., а в 1901–1905 гг. — 595 млн руб.
Русско-японская война и революция 1905 года становятся сильным ударом по государственным финансам. Затраты на войну с Японией планировались в пределах 1 млрд руб., однако в реальности составили 2,3 млрд руб. Эти расходы были практически целиком профинансированы за счёт роста госдолга с 6,6 до 8,7 млрд. Курс государственных ценных бумаг с фиксированной 4 % доходностью упал за 1904—1905 с 94 % номинала до 71 %, в декабре 1905 в правительстве рассматривался вопрос об отмене золотого обращения. Избежать этого удалось благодаря займу во Франции на 843 млн руб, или 2250 млн франков, из которых на долю Франции приходилось 1200 млн, Англии 300 млн, Австро-Венгрии 165, Нидерландов 55; российские банки обеспечили 500 млн.
За период 1900—1913 гг. государственный доход увеличивается в два раза (с 1 736 700 000 до 3 431 200 000 руб.) при росте расходов только в 1,8 раз, что позволяет достигнуть устойчивого профицита бюджета. Значительными статьями дохода становятся доходы от казённых железных дорог и от винной монополии; если в 1900 году они обеспечивали 28,2 % обыкновенного бюджета (за вычетом чрезвычайного бюджета), то в 1913 уже 50,1 %. Высокая доля доходов от винной монополии повлекла за собой обвинения в спаивании народа, и формировании «пьяного бюджета».
По состоянию на начало Первой мировой войны государственный золотой запас Российской империи был вторым крупнейшим в мире (после США), и оценивается в 1233 т. (1,695 млрд руб.) при государственном долге 8,800 млрд руб. Всего с 1894 года золотой запас увеличился в два раза. Для сравнения: золотой запас СССР на 1953 год составлял 2049,8 т. на момент распада СССР сократился до 484,6 т.

## Проблема коррупции
Развитие экономики Российской империи на всех этапах её развития сдерживала коррупция (в терминологии того времени — лихоимство, мздоимство). Есть исторический анекдот о том, что на вопрос бывшего соотечественника о том, что происходит в России, официальный историограф Н. М. Карамзин ответил: «Воруют».
При этом антикоррупционных процессов до начала царствования Николая I страна почти не знала. Максимум, что грозило недобросовестному чиновнику, — это отставка с должности. При Николае I началась разработка антикоррупционного законодательства, однако число чиновников, привлечённых к уголовной ответственности по статьям «взяточничество» и «лихоимство», никогда не было велико.
С началом развития капитализма злоупотребления стали принимать новые формы: на смену старинному кумовству и мздоимству пришло сращение высшего чиновничества с бизнесом, взаимопроникновение государственного управления и предпринимательства. Особенно много коррупционных схем было связано с железнодорожным строительством, способным приносить баснословные барыши.